# 2009 VA
2009 VA是一颗阿波罗型小行星，2009年11月6日，它在距离地球约1.4万千米的距离和地球擦肩而过，这使得它在当时成为未撞击到地球的第三近小行星（现排名第五）。它的直径仅有7米，科学家认为即使它直接撞击地球，也很有可能在大气层中被烧毁。这颗小行星是在它离地球最近距离的前十五个小时才被发现。

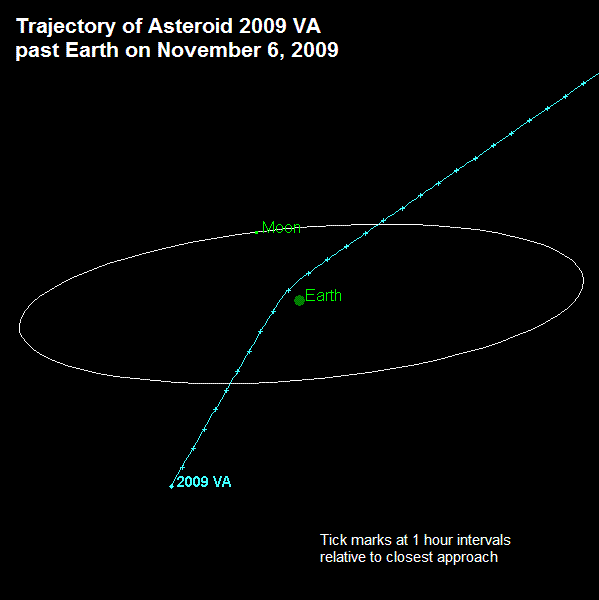
2009 VA经过地球时的轨道

2009 VA是由亚利桑那大学的卡特林那巡天系统首先发现，当时计算得出它将会在月球轨道以内经过地球，但不会对地球造成任何威胁。它经过地球时离地球距离太近，以至它的运行轨道也被地球引力所改变。